# Richard Cooper (acteur)
Pour les articles homonymes, voir Richard Cooper et Cooper.
Richard Cooper, né le 16 juillet 1893 à Harrow on the Hill (Angleterre) et mort le 18 juin 1947, est un acteur britannique.
Il est le premier acteur à avoir incarné le Capitaine Hastings à l'écran.

## Filmographie
- 1930 : The House of the Arrow de Leslie S. Hiscott : Jim Frobisher
- 1930 : At the Villa Rose de Leslie S. Hiscott : Ricardo
- 1930 : The Last Hour de Walter Forde : Byron
- 1930 : Lord Richard in the Pantry de Walter Forde : Lord Richard Sandridge
- 1930 : Kissing Cup's Race de Castleton Knight : Rollo Adair
- 1930 : Enter the Queen, court métrage d'Arthur Varney : Bertie Bunter
- 1930 : Bed and Breakfast de Walter Forde : Toby Entwhistle
- 1931 : The Officers' Mess de Manning Haynes : Tony Turnbull
- 1931 : Rodney Steps In, court métrage de Guy Newall : Rodney Perch
- 1931 : Black Coffee de Leslie S. Hiscott : Capitaine Hastings
- 1932 : Once Bitten de Leslie S. Hiscott : Toby Galloway
- 1932 : The First Mrs. Fraser de Thorold Dickinson et Sinclair Hill : Lord Larne
- 1932 : Double Dealing de Leslie S. Hiscott : Toby Traill
- 1932 : The Other Mrs. Phipps, court métrage de Julius Hagen : Lord Tooting
- 1933 : Mannequin de George A. Cooper : Lord Bunny Carstairs
- 1933 : Home, Sweet Home de George A. Cooper : Tuprnan
- 1934 : Lord Edgware Dies d'Henry Edwards : Capitaine Hastings
- 1934 : The Four Masked Men de George Pearson : Lord Richard Clyne
- 1934 : The Black Abbot de George A. Cooper : Lord Jerry Pilkdown
- 1935 : The Ace of Spades de George Pearson : Tony
- 1935 : Annie, Leave the Room! de Leslie S. Hiscott : L'Honorable Algernon Lacey
- 1935 : Three Witnesses de Leslie S. Hiscott : Claude Pember
- 1935 : That's My Uncle de George Pearson : Arthur Twindle
- 1937 : The Angelus (en) de Thomas Bentley : Kenneth Blake
- 1938 : Alf's Button Afloat de Marcel Varnel : Lord Wimbledon (non crédité)
- 1938 : Stepping Toes de John Baxter : Kenneth Warrington
- 1939 : Shipyard Sally de Monty Banks : Sir John Treacher
- 1941 : Inspector Hornleigh Goes to It de Walter Forde